# Timothy C. May
Timothy C. May, més conegut com a Tim May (21 de desembre de 1951 - 13 de desembre de 2018) va ser un escriptor tècnic, polític nord-americà, enginyer electrònic i científic principal d'Intel en la història primerenca de la companyia, així com el fundador del moviment cripto-anarquista. Es va retirar d'Intel el 1986 als 35 anys i va morir per causes naturals a casa seva el 13 de desembre de 2018 a l'edat de 66 anys.

## Descobriment d'efectes de partícules alfa en xips d'ordinador
Com a enginyer, May va ser molt destacat per haver identificat la causa del "problema de partícules alfa", que afectava la fiabilitat dels circuits integrats ja que les característiques del dispositiu arribaven a una mida crítica on una sola partícula alfa podia canviar l'estat d'un valor emmagatzemat i provocar un molest esdeveniment únic. May es va adonar que els envasos de ceràmica que Intel utilitzava, elaborats amb fang, eren molt lleugerament radioactius. Intel va solucionar el problema augmentant la càrrega a cada cel·la per reduir la seva susceptibilitat a la radiació i adoptant envasos de plàstic per als seus productes.
May va ser coautor del premi IEEE WRG Baker Award el 1981, que va guanyar l'article "Alpha-Particle-Induced Soft Errors in Dynamic Memories", publicat a IEEE Transactions on Electron Devices el gener de 1979 amb Murray H. Woods.

## Mirades socials i polítiques
May era defensor del llibertarisme i de la privadesa a Internet.
Va ser membre fundador de la llista de correu electrònic de Cypherpunks i havia estat un dels seus més grans col·laboradors. Va escriure extensament sobre criptografia i privadesa des dels anys 90 fins al 2003.
May va escriure un text substancial en forma de preguntes més freqüents sobre el cyberpunk, "The Cyphernomicon" (incorporant la seva anterior obra "El Crypto Anarchist Manifesto"); i el seu assaig, "True Nyms and Crypto Anarchy", es va incloure en una reimpressió de la novel·la True Names de Vernor Vinge. El 2001 es va publicar el seu treball al llibre Crypto Anarchy, Cyberstates i Pirate Utopias.
May va viure com un reclús. El seu obituari del New York Times va assenyalar: "Va escriure sovint sobre com armar-se i esperar que els agents governamentals es presentessin. Després que els Cypherpunks es van esvair a principis dels anys 2000, va començar a expressar sentiments racistes a altres grups en línia".